# Jürgen Bierfreund
Jürgen Bierfreund (* 1949 in Berlin) ist ein deutscher Schauspieler und Hörspielsprecher.

## Leben
Der 1949 in Berlin geborene Jürgen Bierfreund wollte eigentlich nach dem Abitur und der Berufsausbildung als Maschinenschlosser ein Mathematikstudium beginnen, wurde jedoch abgelehnt. Deshalb traf er die Entscheidung, Schauspieler zu werden, und studierte an der Staatlichen Schauspielschule Rostock. 1974 trat er sein erstes Engagement am Theater der Bergarbeiter in  Senftenberg an und zog in den 1980er-Jahren gemeinsam mit weiteren jungen Schauspielern mit dem Straßentheater Lumpensack durch die DDR. Von 1990 bis 1997 war er fest an der Vorpommerschen Landesbühne in Anklam angestellt. Es folgten einige Jahre am Gerhart-Hauptmann-Theater Zittau, in denen er unter anderem den Mackie Messer in Bertolt Brechts Die Dreigroschenoper, den Malvolio in William Shakespeares Was ihr wollt und den Jedermann  in Hugo von Hofmannsthals gleichnamigen Stück spielte. Es folgten 2003 zwei Jahre am Staatstheater Kassel, in denen er auch als Harpagon in Molières Der Geizige zu erleben war. 2005 wirkte er am Theater 89 in Carl Sternheims Tabula rasa, gefolgt von drei Jahren Beschäftigung an der Berliner Vaganten Bühne. Im Jahr 2007 begann er am Theater Konstanz zu arbeiten, dem er, mit einigen kurzen Unterbrechungen, über viele Jahre treu blieb.
In einigen Produktionen verschiedener Film- und Fernsehgesellschaften stand Jürgen Bierfreund vor der Kamera und für den Rundfunk der DDR wirkte er von 1984 bis 1989 mehrmals als Hörspielsprecher.

## Filmografie
- 1984: Polizeiruf 110: Freunde (Fernsehreihe)
- 1992: Stilles Land
- 1996: Im Namen des Gesetzes (Fernsehserie, 1 Episode)
- 1998: Kai Rabe gegen die Vatikankiller
- 2005: Schloss Einstein (Fernsehserie, 1 Episode)

## Theater
- 1979: Armin Stolper nach Michail Bulgakow: Aufzeichnungen eines Toten (Maksudow) – Regie: Reinhard Hellmann/Max K. Hoffmann (Theater der Bergarbeiter Senftenberg)
- 1994: Johann Wolfgang von Goethe: Urfaust (Mephisto) – Regie: Klaus Stephan (Vorpommersche Landesbühne, Anklam)
- 1995: William Shakespeare: Othello (Jago) – Regie: Angelika Heimlich (Chapeau Rouge, Heringsdorf)
- 1997: Henning Bahs/Erik Balling: Die Olsenbande (Egon Olsen) – Regie: ? (Gerhart-Hauptmann-Theater Zittau)
- 2006: Heinrich von Kleist: Penthesilea – Regie: Gabriele Gysi  (Vaganten Bühne, Berlin)
- 2007: William Shakespeare: Die lustigen Weiber von Windsor – Regie: ? (bremer shakespeare company, Berlin)
- 2007: Martin Walser: Brandung (Studienrat Halm) – Regie: Frank Voigtmann (Theater Konstanz)
- 2008: Seán O’Casey: Das Ende vom Anfang (Barry) – Regie: B. K. Tragelehn (Vaganten Bühne, Berlin)
- 2009: Johann Wolfgang von Goethe: Urfaust (Faust) – Regie: Frank Voigtmann (Theater Erfurt)
- 2009: Gerold Theobalt nach Giovannino Guareschi: Don Camillo und Peppone – Regie: Christiph Nix (Theater Konstanz)
- 2011: Wilhelm Hauff: Das kalte Herz (Glasmännlein) – Regie: Frank Voigtmann (Landestheater Altenburg)
- 2013: Martin Baltscheid: Die besseren Wälder – Regie: Andrej Woron (Theater Konstanz – Spiegelhalle)
- 2013: Hermann Kurz: Der Sonnenwirt (Frieders Vater) – Regie: Mario Portmann (Theater Konstanz - Spiegelhalle)
- 2013: Carlo Goldoni: Pinocchio (Gepetto) – Regie: Mario Portmann (Theater Konstanz)
- 2014: Tim Carlson: Allwissen (Agent) – Regie: Johanna Wehner (Theater Konstanz)
- 2014: Franz Kafka: Amerika (Kapitän) – Regie: Andrej Woron (Theater Konstanz)
- 2014: William Shakespeare: Der Sturm – Regie: Christine Eder (Theater Konstanz)
- 2014: Pedro Calderón de la Barca: Das Leben ein Traum (König Basilio) – Regie: Wulf Twiehaus (Theater Konstanz)
- 2014: Jean-Paul Sartre: Das Spiel ist aus (André) – Regie: Oliver Vorwerk (Theater Konstanz – Spiegelhalle)
- 2015: Walter Hasenclever/Kurt Tucholsky: Christoph Kolumbus oder Die Entdeckung Amerikas (Schatzmeister) – Regie: Oliver Vorwerk (Theater Konstanz)
- 2015: Marius von Mayenburg: Märtyrer – Regie: Marc Lunghuß (Theater Konstanz)
- 2018: Astrid Lindgren: Die Brüder Löwenherz (Jossi) – Regie: Sara Ostertag (Theater Konstanz)
- 2019: Brüder Grimm: Bremer Stadtmusikanten (Landwirt) – Regie: Michael Bleiziffer (Theater Konstanz)

## Hörspiele
- 1984: Hans Siebe: Die Kordel (Flöte) – Regie: Achim Scholz (Kriminalhörspiel – Rundfunk der DDR)
- 1984: Coretta Scott King:  Endlich frei! Endlich frei! – Der Tod Martin Luther Kings  – Regie: Achim Scholz (Hörspiel – Rundfunk der DDR)
- 1985: Endre Vészi: Der Schuppen (Sipos) – Regie: Janos Hamor (Hörspiel – Rundfunk der DDR)
- 1986: Walter Stranka: Muchachos (Eduardo) – Regie: Norbert Speer (Kinderhörspiel, 1. Und 3. Teil – Rundfunk der DDR)
- 1986: Hans-Werner Honert: Karriere Uli M. (Klaus) – Regie: Achim Scholz (Hörspiel – Rundfunk der DDR)
- 1986: Jiang Chongxing:  Wirbel in Shankou  – Regie: Rainer Schwarz (Hörspiel – Rundfunk der DDR)
- 1988: Peter Krone: Prinz Ofenrohr (Arno) – Regie: Maritta Hübner (Kinderhörspiel/Kurzhörspiel – Rundfunk der DDR)
- 1989: Frank Naumann: Spätfolgen (Arbeiter) – Regie: Achim Scholz (Hörspiel – Rundfunk der DDR)